# Scolochloa
Scolochloa là một chi thực vật có hoa trong họ Hòa thảo (Poaceae).

## Loài
Chi Scolochloa gồm các loài: